# Lagatori
Lagatori (cyr. Лагатори) – wieś w Czarnogórze, w gminie Petnjica. W 2011 roku liczyła 707 mieszkańców.